# Desa Roma
Desa Roma är en administrativ by i Indonesien.   Den ligger i provinsen Nusa Tenggara Timur, i den sydöstra delen av landet, 1 900 km öster om huvudstaden Jakarta. Desa Roma ligger på ön Pulau-pulau Solor.